# Municipio de Noltimier
El municipio de Noltimier (en inglés: Noltimier Township) es un municipio ubicado en el condado de Barnes en el estado estadounidense de Dakota del Norte. En el año 2010 tenía una población de 65 habitantes y una densidad poblacional de 0,7 personas por km².

## Geografía
El municipio de Noltimier se encuentra ubicado en las coordenadas 47°1′23″N 97°53′48″O / 47.02306, -97.89667. Según la Oficina del Censo de los Estados Unidos, el municipio tiene una superficie total de 93.42 km², de la cual 93,13 km² corresponden a tierra firme y (0,32 %) 0,3 km² es agua.

## Demografía
Según el censo de 2010, había 65 personas residiendo en el municipio de Noltimier. La densidad de población era de 0,7 hab./km². De los 65 habitantes, el municipio de Noltimier estaba compuesto por el 100 % blancos. Del total de la población el 0 % eran hispanos o latinos de cualquier raza.